# Basilides (gramàtic)
Basilides (en llatí Basileides, en grec antic Βασιλείδης) fou un gramàtic grec d'època no coneguda.
Va escriure un llibre sobre el dialecte emprat per Homer (περὶ λέξεως Ὁμηρικῆς), del qual Cratí d'Atenes en va fer un epítom, segons diu l'Etymologicum Magnum. Malauradament tant l'obra original com l'epítom no s'han conservat.